# Maj-Britt Rönningberg
Kerstin Maj-Britt Röningberg, född 19 oktober 1923 i Kungsholms församling i Stockholm, död 23 juni 2001 i Säve i Göteborgs kommun, var en svensk konståkare.
Djurgårdens IF Konståkningsförening skriver på sin webbsida om "Några kända profiler": En uppmärksammad och något udda konståkningsflicka som tävlat för DIF var Maj-Britt Rönningberg. Hon åkte runt i Europa med en liten portabel isbana och en egen konståkningsshow "One Woman Show on Ice" Bl a fick hon uppträda för Frank Sinatra och Ava Gardner som blev mycket förtjusta över hennes sätt att dansa på isen.
Maj-Britt Röningberg medverkade som skådespelare i två filmer.
Under 70- och 80-talet var hon tränare och drev Scandinavium Ice Kids, en stor konståkningsskola i Göteborg med focus på show och uppträdanden. Varje termin slutade med  uppsättningar i Scandinavium, inför stor publik.
Hennes elever var med på många pausakter under stora arrangemang i Scandinavium, till exempel ishockey-VM 1981.
En av hennes små konståkare var Marcus Samuelsson.
1996 gav hon ut memoarboken Vintergatan ISBN 91-972716-2-4. Rönningberg är begravd på Stampens kyrkogård i Göteborg.

## Filmografi
- 1943 – En melodi om våren - isprinsessa
- 1944 – Fattiga riddare - Marianne Sellberg

## Teater

### Roller
| År   | Roll     | Produktion                                          | Regi        | Teater      |
| ---- | -------- | --------------------------------------------------- | ----------- | ----------- |
| 1942 | Fjäril 4 | I vår Herres hage Josef Čapek och Karel Čapek       | Gösta Folke | Vasateatern |
| 1942 |          | Min syster Eileen Joseph Fields och Jerome Chodorov | Gösta Folke | Vasateatern |